# Peñón de Cayaguanca
Peñón de Cayaguanca o "Piedra que mira a las estrellas" se ubica cerca del pueblo de San Ignacio, Chalatenango, República de El Salvador. La peña se encuentra compartida por los países de El Salvador y Honduras. Su elevación es de 1.621 m s. n. m.

## Leyenda

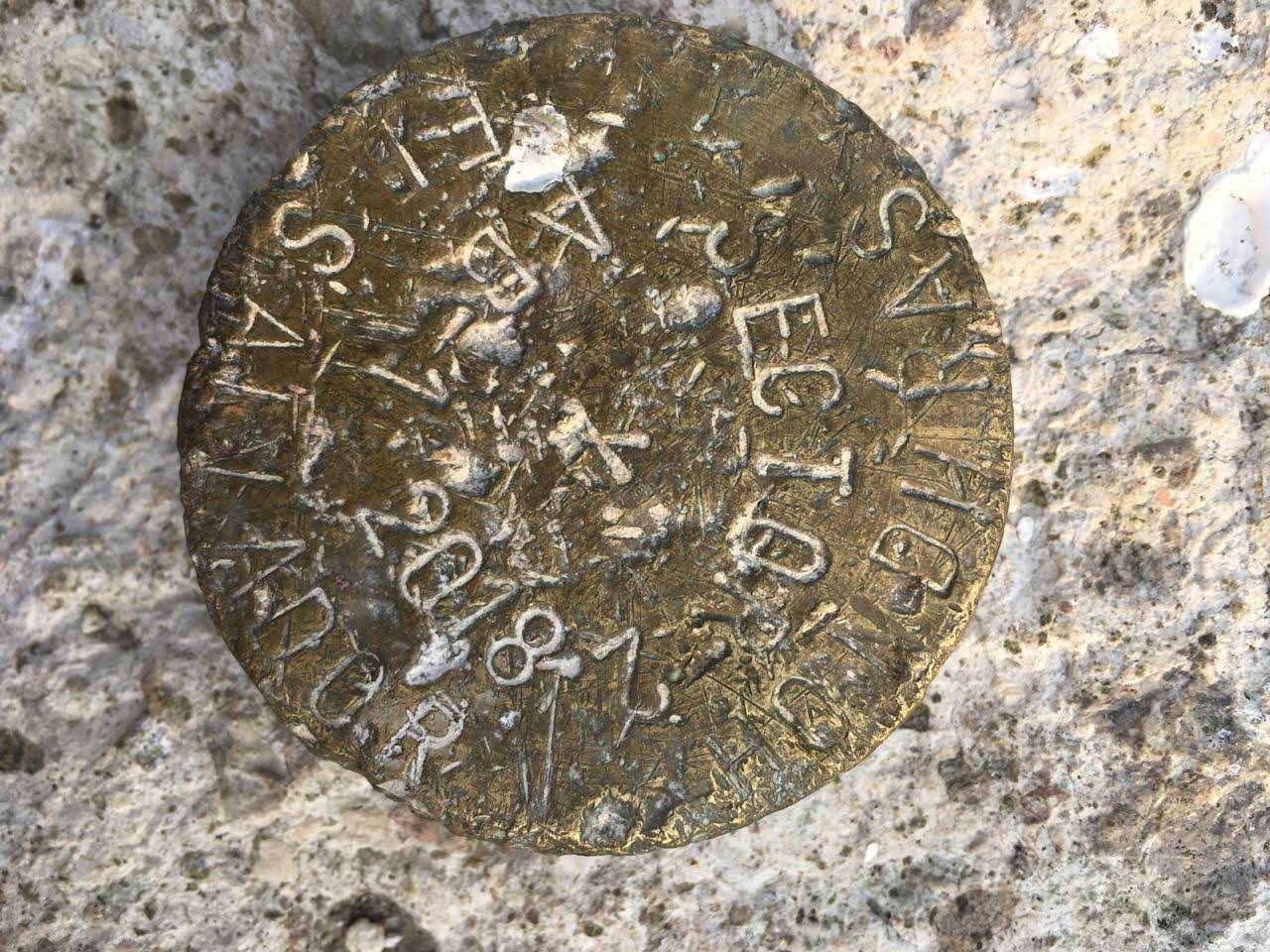
Placa de la frontera de El Salvador con Honduras, ubicada en la cima del peñon de Cayaguanca.

La leyenda de la peña trata sobre una población indígena ubicada en las cercanías de la roca. Esta población contaba con un cacique de fuerte temperamento y su hija, codiciada por muchos en el pueblo incluyendo al guerrero con el nombre de Cayaguanca. El guerrero no contaba con riquezas pero habiendo conquistado el corazón de la princesa, se reunían a escondidas de su padre. Cuando este se enteró de la relación, ordenó a amarrar a Cayaguanca en la punta de la peña y dejarlo morir de hambre y frío. Las lágrimas del guerrero inundaron la población y luego se solidificaron en rocas hasta cubrirlo completamente, convirtiéndose en lo que ahora apreciamos como el Peñón de Cayaguanca.